# Provincia de Songkhla
Songkhla (en tailandés: จังหวัดสงขลา) es una de las setenta y seis provincias que conforman la organización territorial del Reino de Tailandia.

## Geografía
La provincia se encuentra en la península de Malaca, en la costa del Golfo de Tailandia. La mayor elevación es el Kaeo Mai Khao, con 821 metros.
En el norte de la provincia de Songkhla esta el lago natural más grande de Tailandia. Este lago tiene una extensión superficial de 1.040 km² y tiene una extensión de sur a norte de 78 kilómetros. En su desembocadura en el Golfo de Tailandia, cerca de la ciudad de Songkhla, el agua se vuelve salobre. Una pequeña población de delfines del Irrawaddy vive en el lago, pero se encuentran en peligro de extinción debido a que son atrapados accidentalmente en las redes de la industria pesquera local.

## Divisiones Administrativas

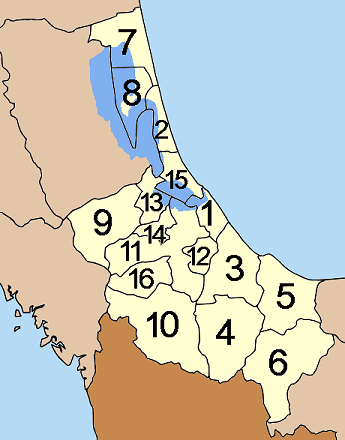
Distritos de la provincia.

Esta provincia tailandesa se encuentra subdividida en una cantidad de distritos (amphoe) que aparecen numerados a continuación:
- 1. Mueang Songkhla (Malay: Singgora)
- 2. Sathing Phra
- 3. Chana (Malay: Chenok)
- 4. Na Thawi (Malay: Nawi)
- 5. Thepha (Malay: Tiba)
- 6. Saba Yoi (Malay: Sebayu)
- 7. Ranot (Malay: Renut)
- 8. Krasae Sin
- 9. Rattaphum
- 10. Sadao (Malay: Sendawa)
- 11. Hat Yai
- 12. Na Mom
- 13. Khuan Niang
- 14. Bang Klam
- 15. Singhanakhon
- 16. Khlong Hoi Khong

## Demografía
La provincia abarca una extensión de territorio que ocupa una superficie de unos 7.393,9 kilómetros cuadrados, y posee una población de 1.324.915 personas (según las cifras del censo realizado en el año 2000). Si se consideran los datos anteriores se puede deducir que la densidad poblacional de esta división administrativa es de 179 habitantes por kilómetro cuadrado aproximadamente.